# Izbicas getto
Izbicas getto var ett getto för judar i Izbica i det ockuperade Polen under andra världskriget. Gettot konstruerades och byggdes för att fungera som en omlastningsplats för vidare deportation av de polska, tyska, österrikiska och tjeckiska judarna till utrotningslägren Bełżec och Sobibór.
Hauptsturmführer Kurt Engels var kommendant för Izbica-gettot. I gettot skildes de tyska judarna från de polska genom att färgen på den Davidsstjärna alla tvingades bära var olika. De tyska judarnas stjärna var gul medan den var blå för de polska judarna. (se artikeln "Judestjärnan")
Många av fångarna avled på grund av de dåliga sanitära förhållandena i gettot, där framför allt tyfus härjade utan att några åtgärder vidtogs. Redan i inledningsskedet för gettots existens förstörde nationalsocialisterna den judiska kyrkogården och använde gravstenarna som byggmaterial. På så vis utplånade man även minnet av de judar som tidigare levt i staden.
Utöver dem som avled av smittsamma sjukdomar, som ovan nämnda tyfussmitta, avrättade nationalsocialisterna ungefär 4500 judar på den utplånade kyrkogården. Denna kyrkogård är nu under rekonstruktion av Fonden för det judiska arvets bevarande i Polen (Foundation for the Preservation of Jewish Heritage in Poland).